# تمالك نفسك، سكوبي دو
تمالك نفسك سكوبي دو (Be Cool, Scooby-Doo! بي كول، سكوبي دو!) هو المسلسل الثاني عشر من مسلسلات الرسوم المتحركة من بطولة الشخصية الكرتونية الشهيرة سكوبي دو, بدأ عرضه في شهر ديسمبر على كرتون نتورك بالعربية.

## الشخصيات الرئيسية
- سكوبي دو
  - مؤدي الصوت: فرانك ويلكر
  - المدبلج العربي: شربل أيوب
- شاغي روجرز
  - مؤدي الصوت: ماثيو ليلارد
  - المدبلج العربي: حسان حمدان
- دافني بليك
  - مؤدية الصوت: غراي غريفين
  - المدبلجة العربية: رالين داغر
- فريد جونز
  - مؤدي الصوت: فرانك ويلكر
  - المدبلج العربي: رودي قليعاني، جيل يوسف
- فيلما دينكلي
  - مؤدية الصوت: كيت ميكوتشي
  - المدبلجة العربية: رانيا مروة

## الحلقات
مقالة مفصلة : قائمة حلقات تمالك نفسك سكوبي دو

## وصلات خارجية
- تمالك نفسك، سكوبي دو على موقع IMDb (الإنجليزية)
- تمالك نفسك، سكوبي دو على موقع روتن توميتوز (الإنجليزية)
- تمالك نفسك، سكوبي دو على موقع كينوبويسك (الروسية)
- تمالك نفسك، سكوبي دو على موقع ألو سيني (الفرنسية)
- تمالك نفسك، سكوبي دو على موقع قاعدة بيانات الفيلم (الإنجليزية)

- صفحة IMDb
- صفحة ويكي سكوبي دو